# Августа-Амалия Баварска
Августа-Амалия, херцогиня на Льойхтенберг (на немски: Auguste Amalia von Bayern), е баварска принцеса от рода на Вителсбахите, дъщеря на първия баварски крал Максимилиан I Йозеф и съпруга на Йожен дьо Боарне.

## Биография
Августа-Амалия е родена на 21 юни 1788 г. в Страсбург като Августа Амалия Лудовика Георгия Баварска. Дъщеря е на Максимилиан-Йозеф, тогава принц на Пфалц-Цвайбрюкен-Биркенсфелд, и на първата му съпруга Августа Вилхелмина фон Хесен-Дармщат.
Майката ѝ умира през 1796 г., след което баща ѝ се жени за Каролина Баденска. През 1795 бащата на Августа-Амалия става херцог на Цвайбрюкен, а през 1799 г. той вече е принц електор на Бавария, граф на Пфалц и херцог на Берг. Като един от най-верните съюзници на Наполеон, бащата ѝ получава кралска титла по силата на договора от Пресбург (1805).
През 1805 г. Августа-Амалия е сгодена за баденския принц Карл Лудвиг, който е брат на мащехата ѝ. Бракът не се осъществява по настояване на Наополеон Бонапарт, който избира Августа-Амалия за съпруга на доведения си син Йожен дьо Боарне. Двамата се женят на 14 януари 1806 г., след което двойката се установява в Милано, където Йожен управлява като вицекрал на Италия. След абдикацията на Наполеон през 1814 г. по силата на договора от Фонтенбло Йожен се отказва от правата си в Италия срещу сумата от 5 млн. франка, които предава на тъста си. След това Августа-Амалия и съпругът се установяват в Мюнхен, където Йожен е провъзгласен за принц на Лойхтенберг и херцог на Айхщет, но до края на живота си страни от политиката.
Августа-Амалия овдовява през 1824, а самата тя умира в Мюнхен на 13 май 1851 г. и е погребана в катедралата „Св. Михаил“.

## Деца
От брака на Августа-Амалия и Йожен дьо Боарне се раждат седем деца:
- Жозефин Лойхтенбергска (1807 – 1876), кралица на Швеция чрез брака си с крал Оскар II
- Евгения/Йожени Хортензия Августа Наполеон (1808 – 1847), омъжена на 22 май 1826 г. в Айхщет за княз Константин фон Хоенцолерн-Хехинген (1801 – 1869)
- Огюст дьо Боарне (1810 – 18350), женен за португалската кралица Мария II да Глория
- Амели дьо Боарне (1812 – 1873), императрица на Бразилия чрез брака си с император Педро I
- Теодолинда Луиза Йожени Августа Наполеон дьо Боарне (1814 – 1857)
- Каролина Клотилда дьо Боарне (1816)
- Максимилиан дьо Боарне (1817 – 1852), женен за великата руска княгиня Мария Николаевна